# 商圈
商圈，又稱為繁華街，商圈內有地鐵站、行人徒步區、商店、購物中心等設施，著名商圈位於國際大都市的市中心。

## 商業區域與零售商圈
零售店進行地點選擇、產品選擇、定價、推廣等行銷決策時，有「商業區域」與「商品圈」這兩個觀念，不過這兩個觀念卻經常被混淆。在日常用語或媒體用字上，經常可以聽到或看到首爾的弘大商圈、明洞商圈等。這裡的商圈是指消費者一定會前往逛街購物、由很多商店聚集而成的地理區域，也就是中心商業區
:364。
一般而言商圈也可以指民眾約定俗成的聚落，並且通常跳脫行政區劃；例如台北的大直、天母，這些都是在地民眾自然就會區別的地緣區，會習慣與所屬行政區分別開來。
學術界對商品圈（trading area）的定義是「一家商店的顧客所分佈的地理區域」，也就是客戶的來源範圍。例如，當某家商店的主要商圈在方圓一公里內，即它的顧客主要是來自方圓一公里內的區域；例如「在捷運西門站通車之後，西門町商圈的範圍變更大了」，即由於交通非常的便利，很多國際觀光客和消費者會前往觀光與消費，顧客分佈變得更廣:365。
另外依照德國學者Walter Christaller發表的中地理論，商圈的區別也可以用中心地來理解，意即同一個等級的中心地應有相仿數量的同級商店。

### 商業區域的類型
商業區域（commercial district）是由一群商店所形成的地理區域。按照顧客背景、顧客流動性等因素:365，商業區域可以分為以下幾種類型：

#### 全球城市型
全球城市的商圈是指在國際大都市中所有人的購物、休閒、娛樂的區域，如台北市的西門町商圈、台北站前商圈、南西商圈。

#### 辦公型
辦公型商業區域的零售業以服務該區域內的上班人員為主，如台北市松江南京商圈:365。

#### 轉運車站型
轉運車站型的商圈人潮主要是因為多鐵共構的台北車站轉運而來，而形成台北市的台北站前商圈:365。

#### 校園型
校園型商業區域內的顧客多以學生或教職員為主，寒暑假生意較差，例如公館:365、師大夜市。

#### 社區型
社區型商業區域的零售業以服務該社區的居民為主，如台北民生社區:365。

#### 遊樂型
遊樂型商業區域內的人數隨季節與氣候變化，生意較不穩定:365。

#### 夜市型
夜市型商業區域內的顧客多為附近之居民，也有遠地慕名而來，晚上生意比白天好，如台北市士林夜市 :365。
商業區域的分類及意義有助於零售管理中的許多決策。例如：在決定銷售地點時，行銷人員應該考慮所銷售的產品最適合在哪一種商業區域內的顧客；或是某家企業擁有四個連鎖店，分佈在都會型、轉運型、校園型、遊樂型的商業區域內，這家企業應該思考店面的裝潢、產品特性與組合、服務方式、服務方式、營業方式、推廣方式等，是否因不同的區域而有所調整:365。

### 商圈的類型
根據商圈的重要性和顧客所佔的比率，商圈可分成三類：重要商圈、次要商圈、邊緣商圈:366。

#### 重要商圈
重要商圈是國際大都市之中擁有最高知名度和大量人潮的區域，吸引非常多的國際觀光客和人們前往觀光旅遊。例如台北的西門町商圈、台北站前商圈，這些重要商圈位於市中心，有捷運站以及眾多商店，有各種領先優勢，而形成很高的人潮密集度:366。

#### 次要商圈
次要商圈位於城市較外緣的區域，顧客密度小:366。

#### 邊緣商圈
邊緣商圈的顧客密度很小，顧客很少。:366-367。

### 影響零售商圈的因素
除了瞭解不同商圈內的顧客與競爭者特性，另外商圈的形成與範圍大小受到哪些因素的影響:367。相關的影響如下：

#### 地形
河流、湖泊、山丘、叢林等自然地形影響一個地方的橋樑、道路等基礎建設以及人們前往該地購物的意願與能力，進而影響了商圈的形成與範圍。例如，某商店的南邊附近地方雖然人口眾多，卻隔著山丘和河流，使得該地區只能成為次要或邊緣商圈:367。

#### 交通
交通建設影響消費者的購物時間、精力與成本，因此商店所在地的交通越便利，越能吸引消費者去買東西，其商圈也就越大。不少城市因軌道交通的落成，而使車站一帶成為購物熱點:367。

#### 商店組合
一家商店附近的商店組合會影響這家商店的商圈大小。如果一個地區的商店組合多樣化或是形成互補關係，消費者會因為一次買完的方便性來前往消費，因此會擴大個別店家的商圈範圍，例如購物中心就是仰賴商店多樣性來拓展商圈:367。

#### 競爭者
當一個地區銷售額售類似產品眾多，由於商品種類完整，方便顧客比較購買，而形成強大吸引力，使得遠處的消費者也願意前來，因此擴大了每一家商店的商圈。例如：田尾鄉的「公路花園」集合數十家園藝相關商店，每到週末就吸引許多鄰近縣市的居民前往觀光與消費:367-368。

#### 商店種類
商店內的產品種類會影響其商圈的大小。在各類產品中，便利品的商圈最小，原因人們不願費時搜尋與採購，而只想在鄰近的商店購買。選購品的商圈比便利品的商圈還大，因為消費者願意花費較多的時間與精力選購。而擁有特殊品的商家，商圈相當廣泛，因為特殊品具有相當高的價值與風險，而且多採用獨家式配銷，消費者願意花許多時間到遠地的商店購買:368。

#### 行銷策略
行銷策略會影響商店的吸引力、消費者光顧的意願等，因而會影響商圈的規模。例如：產品組合越廣或越有特色、價格越低或推廣活動越積極、就越能吸引較遠的顧客而擴大商圈。許多量販店就是憑著產品廣度、價格低廉、促銷優惠等，而創造比許多商店還廣大的商圈:368。

## 商圈舉例

### 歐洲
- 維也納：克恩滕大街
- 布魯塞爾：Rue Neuve
- 索菲亞：Vitosha Blvd
- 布拉格：瓦茨拉夫广场、护城河街

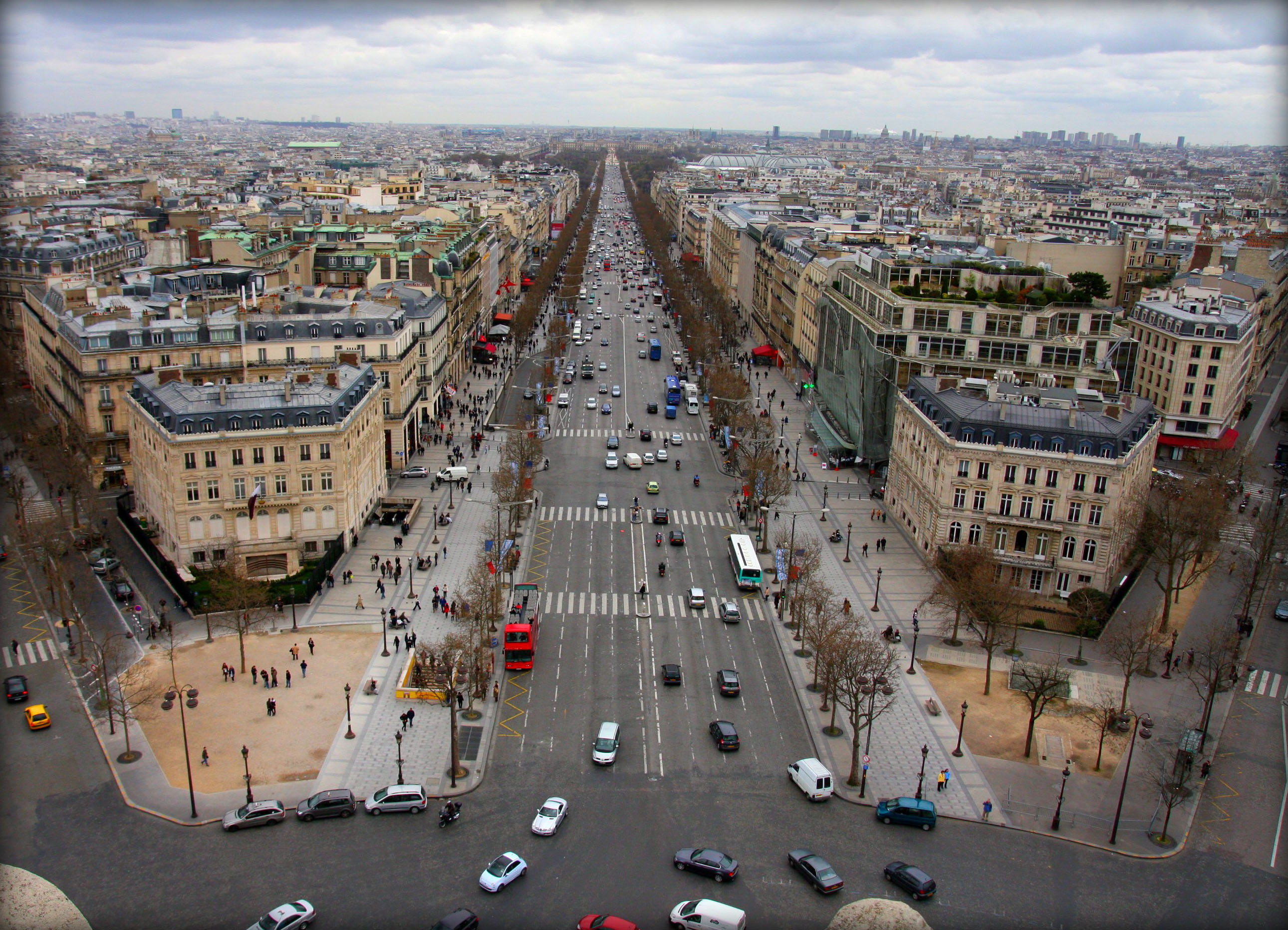
巴黎香榭麗舍大街

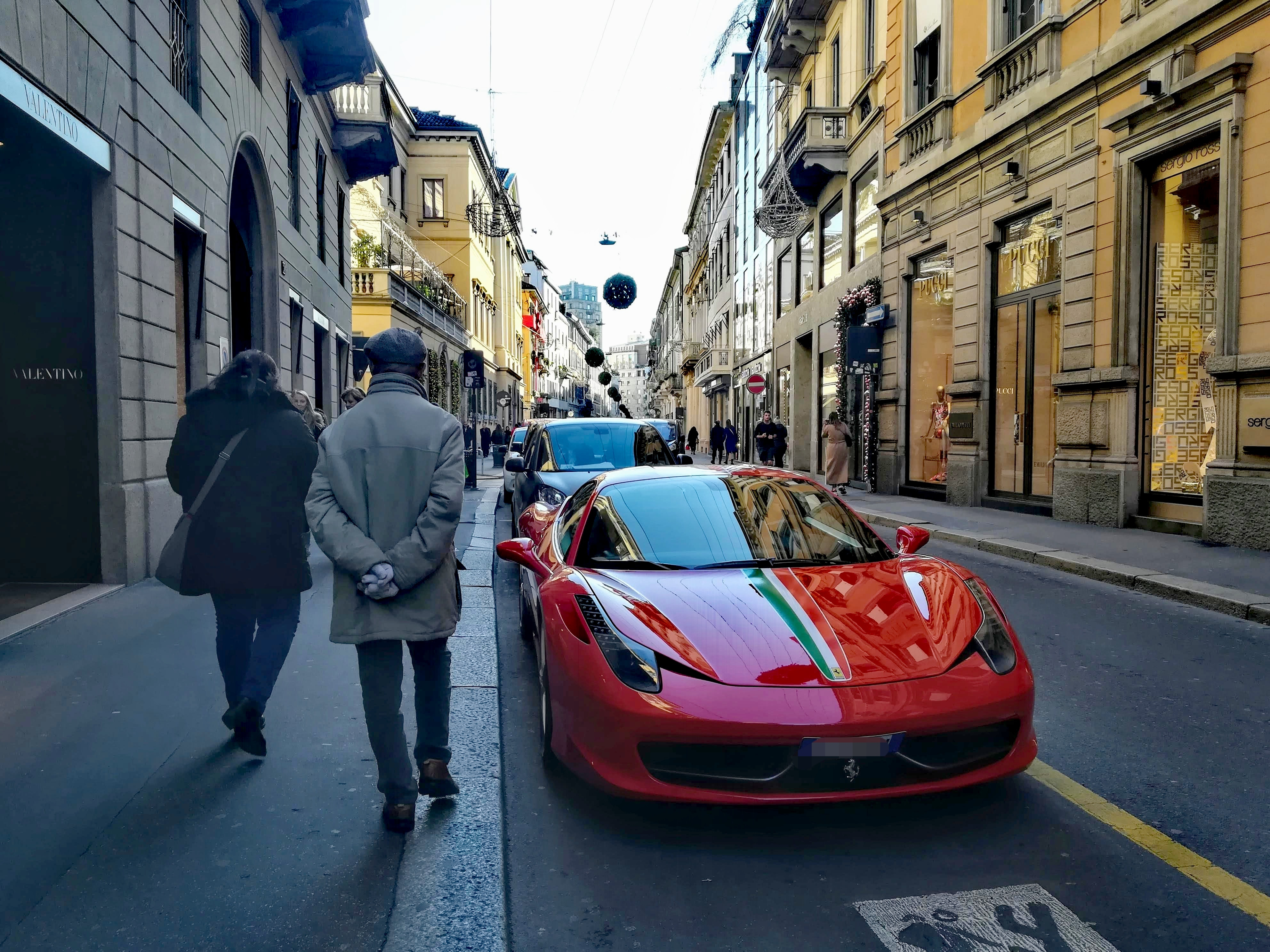
米蘭蒙特拿破仑大街

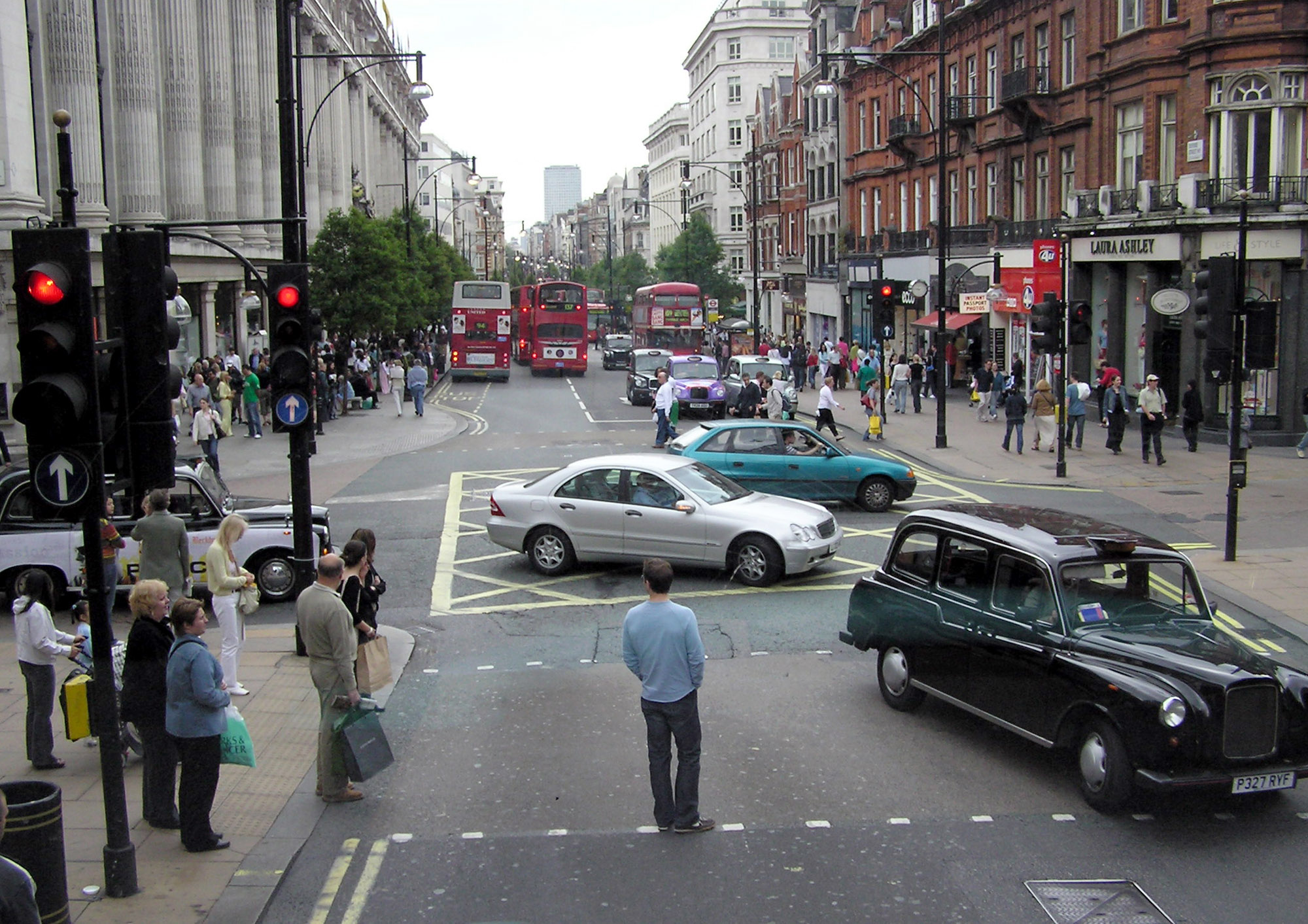
倫敦牛津街

- 哥本哈根：Østergade/Strøget
- 赫爾辛基：City centre
- 巴黎：香榭麗舍大街、聖奧諾雷市郊路、奧斯曼大道
- 慕尼黑：考芬格大街
- 雅典：Ermou
- 布達佩斯：瓦茨街
- 都柏林：格拉夫頓街
- 米蘭：蒙特拿破仑大街
- 羅馬：孔多蒂街
- 阿姆斯特丹：Kalverstraat
- 奧斯陸：Karl Johan Gate
- 華沙：ul. Chmielna／ul. Nowy Swiat
- 里斯本：希亞多／自由大道
- 布加勒斯特：Bulevardul Magheru, Calea Victoriei
- 莫斯科：馴馬場廣場／特維爾大街
- 布拉迪斯拉发：Downtown
- 馬德里：Calle Preciados
- 斯德哥爾摩：Biblioteksgatan
- 日內瓦：Rue de Rhone
- 蘇黎世：車站大街
- 伊斯坦堡：Bağdat Caddesi, Abdi İpekçi
- 倫敦：牛津街、龐德街、

### 北美洲
- 多倫多：約威老、央-登打士廣場、娛樂區
- 溫哥華：洛遜街
- 墨西哥城：Mazaryk/Perisur
- 波士頓：紐伯里街
- 芝加哥：北密歇根大街
- 洛杉磯：羅迪歐大道

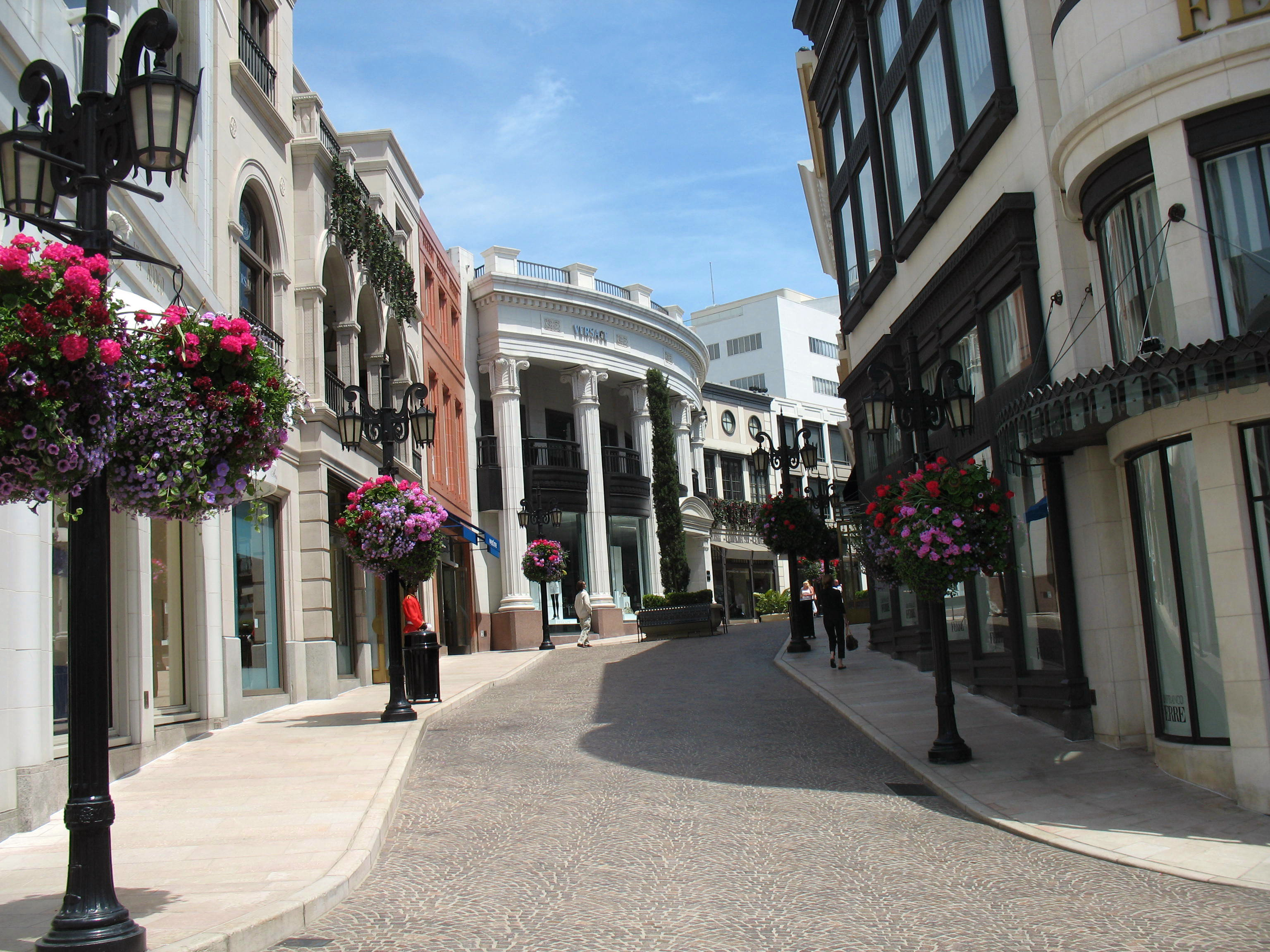
洛杉磯羅迪歐大道

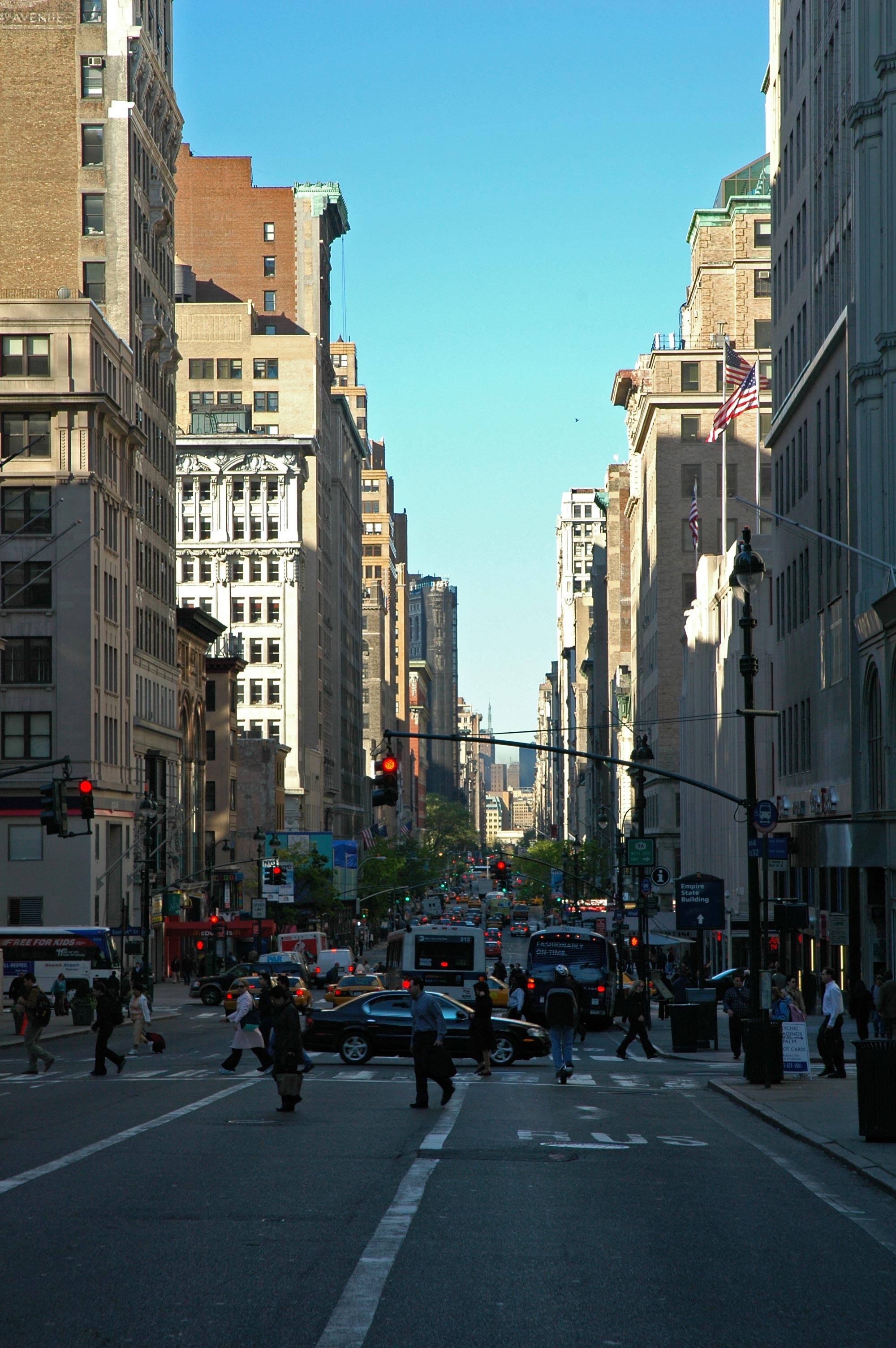
紐約第五大道

- 紐約：時報廣場、第五大道、 東57街、麥迪遜大道
- 舊金山：聯合廣場

### 南美洲

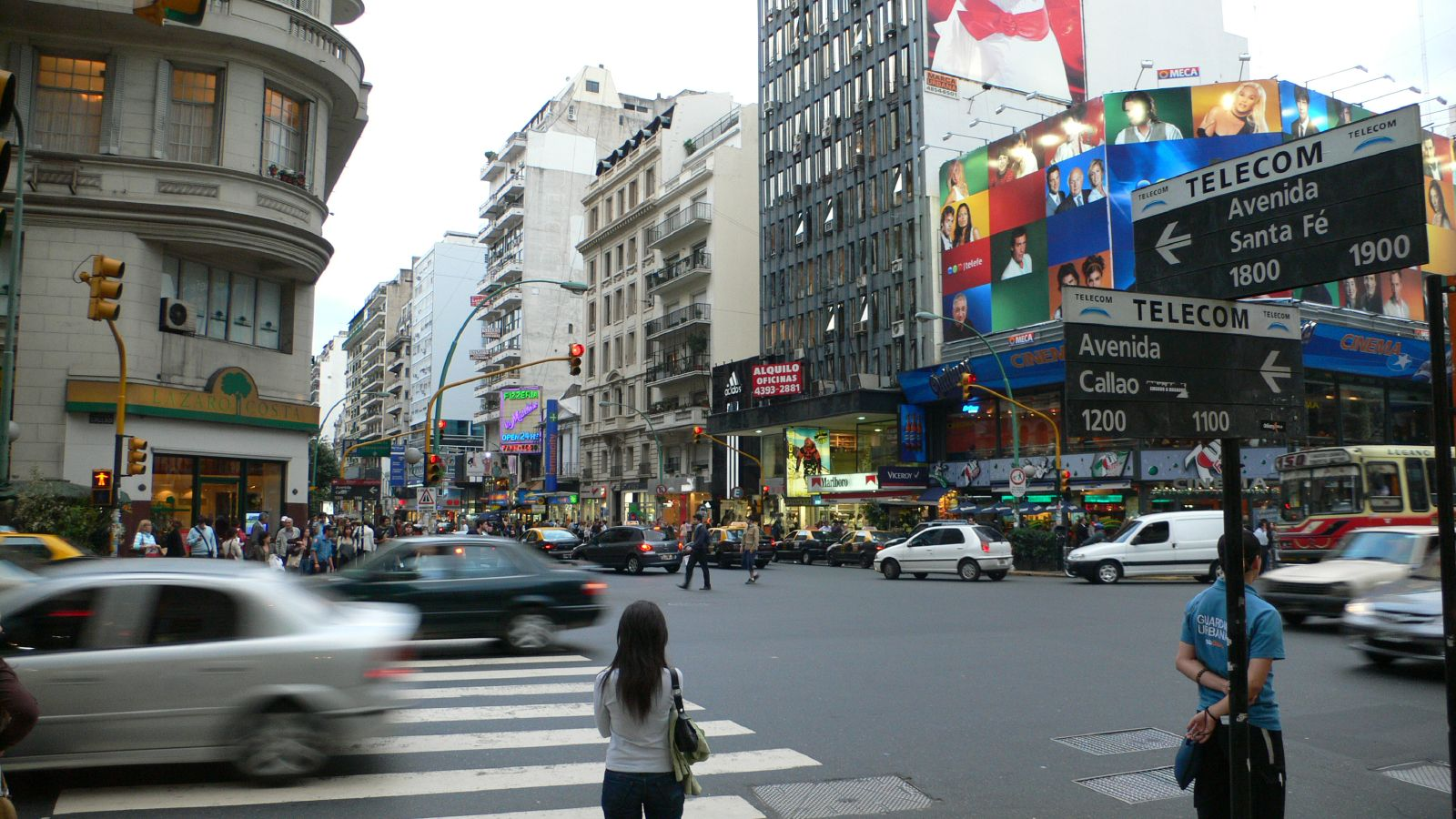
布宜諾斯艾利斯Avenue Santa Fe

- 布宜諾斯艾利斯：Avenue Santa Fe, Florida Street
- 里約熱內盧：Rio Sul Shopping
- 聖保羅：Iguatemi Shopping

### 亞洲
- 首爾：明洞、江南大路
- 大阪：心齋橋、梅田、道頓堀、難波
- 橫濱：橫濱中華街
- 杜拜：Mall of the Emirates
- 孟買：Linking Road
- 新德里：Khan Market
- 特拉維夫：Ramat Aviv
- 貝魯特：ABC Centre Achrafieh
- 曼谷：拍喃一路、考山路
- 雅加達：Central business district
- 吉隆坡：武吉免登
- 北京：王府井、西单
- 上海：南京路、新天地、淮海路
- 福州：東街口、中亭街
- 廣州：上下九路、北京路、天河路
- 南京：新街口 (南京)
- 深圳：華強北、東門、人民南、會展中心、南山中心區
- 武漢：江漢路
- 杭州：武林廣場地下商城
- 寧波：天一廣場
- 廈門：中山路
- 香港：銅鑼灣、尖沙嘴、旺角、荃灣市中心、沙田市中心、屯門市中心、大埔市中心
- 澳門：大三巴至議事亭前地及新馬路一帶
- 新加坡：烏節路
- 馬尼拉：馬卡蒂
- 台北市：西門町、台北站前商圈
- 胡志明：Central business district

### 大洋洲

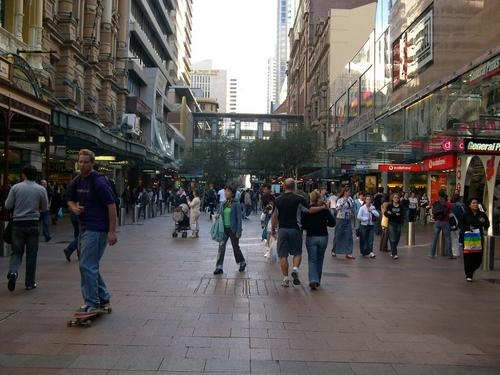
悉尼Pitt Street Mall

- 布里斯班：Queen Street Mall
- 悉尼：Pitt Street Mall
- 奧克蘭：Queen Street
- 威靈頓：Lambton Quay
- 墨尔本：Burke Street Mall

### 非洲
- 約翰尼斯堡：Sandton City

### 引用
1. 1 2 3 4 5 6 7 8 9 10 11 12 13 14 15 16 17 18 19 20 21 22  曾光華. . . 2007.
2. ↑  零售店鋪活躍指數. . 零售店鋪活躍指數.   [2020-12-28]. （原始内容存档于2020-10-22）.
3. ↑  零售店鋪活躍指數. . 2020-12-31  [2020-12-28]. （原始内容存档于2021-01-16）.

### 相關書目
- 《行銷管理》，第三版，華泰文化，林建煌，台北市，2005年
- 《行銷管理》，第三版，新陸書局，洪順慶，台北市，2005年
- 《行銷學原理》，華泰文化，黃俊英，台北市，2004年
- 《行銷學的世界》，第三版，天下文化，黃俊英，台北市，2005年
- 《行銷學：理論與實務》，前程企管，葉日武，台北市，2000年